# Polyplax stephensi
Polyplax stephensi – gatunek wszy z rodziny Polyplacidae. Powoduje wszawicę. Pasożytuje na drobnych gryzoniach  takich jak gołostópka indyjska (Tatera indica).
Samica wielkości 1,7 mm, samiec mniejszy osiąga wielkość 1,3 mm. Anteny wykazują dymorfizm płciowy. U samców bazowy segment anteny powiększony, zaś trzeci segment znacznie zmodyfikowany w stosunku do trzeciego segmentu u samicy.  Wszy te mają ciało silnie spłaszczone grzbietowo-brzusznie. Samica składa jaja zwane gnidami, które są mocowane specjalnym "cementem" u nasady włosa. Rozwój osobniczy trwa po wykluciu się z jaja około 14 dni. Występuje na terenie Azji w Indiach, Pakistanie, Iranie.